# Хайнрих III фон Золмс
Хайнрих III (IV) фон Золмс-Бургзолмс (на немски: Heinrich III (IV), Graf von Burgsolms-Sponheim1; * ок. 1265, Бургзолмс; † сл. 22 февруари 1314) е граф на Золмс-Бургзолмс и господар на Спонхайм.

## Произход
Той е най-възрастният син на граф Марквард II фон Золмс-Бургзолмс († 1272/1280) и съпругата му Агнес фон Спонхайм († 1287), дъщеря на граф Йохан I фон Спонхайм-Щаркенбург († 1266). Брат му Херман I фон Золмс († сл. 1332) е каноник в Кобленц.

## Фамилия
Хайнрих III се жени пр. 1300 г. за Лиза фон Изенбург-Лимбург († сл. 1328), дъщеря на граф Йохан I фон Изенбург-Лимбург († 1312) и съпругата му Елизабет фон Геролдсек († сл. 1285). Те имат децата:
- Аделхайд фон Бургзолмс († 1332), омъжена за Зигфрид II фон Вестербург († 1315)
- Йохан I фон Золмс († 1354/1356), граф на Спонхайм и Золмс, женен пр. 30 ноември 1326 г. за Ирмгард фон Билщайн († сл. 1371)
- Понцета (Бонецетлин) фон Золмс († сл. 1335), омъжена за Лудвиг IV Валподе фон Нойербург-Райхенщайн († 1366)
- Дитрих фон Золмс († 9 юли 1332), каноник в Кьолн (1324 – 1325)